# Mickl-Kaserne

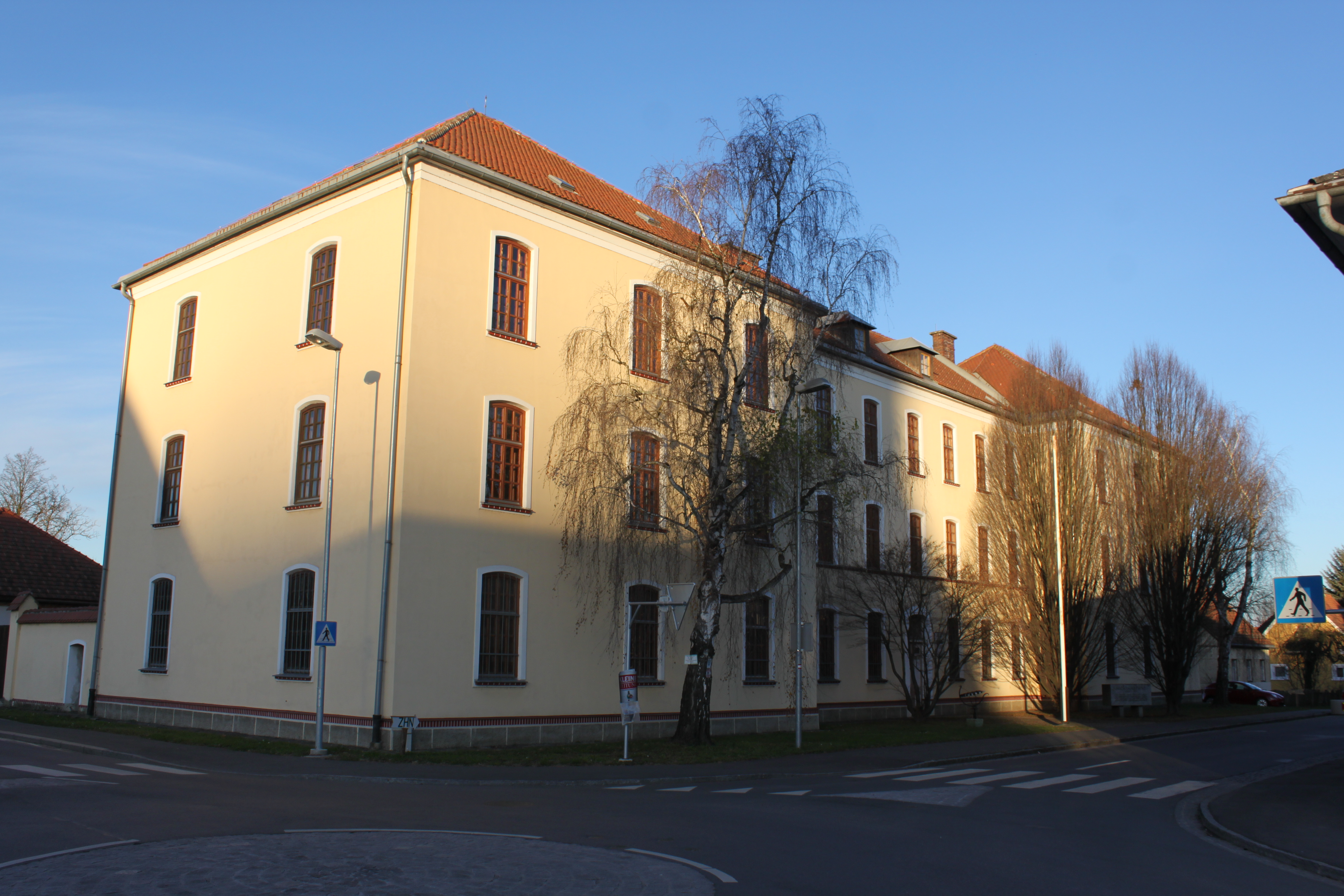
Mickl-Kaserne

Die Mickl-Kaserne ist eine aufgelassene Kaserne des österreichischen Bundesheeres in der Stadt Bad Radkersburg in der Steiermark und steht unter Denkmalschutz.

## Geschichte
Am 7. Juni 2005 hat der Ministerrat, aufbauend auf den Bericht der Bundesheer-Reformkommission, eine neue Organisationsstruktur des Bundesheeres beschlossen. Damit wurden Kasernen geschlossen und Liegenschaften verkauft. Am 30. September 2008 ging die zweite Kompanie vom Jägerbataillon 17 von Bad Radkersburg in die Erzherzog-Johann-Kaserne im Schloss Straß nach Straß in Steiermark.
Die Kaserne wurde 2013 von der Stadtgemeinde, die ein Vorkaufsrecht hatte, von der Sivbeg, übernommen. Im Jahr 2015 wurde das Gebäude als Quartier für vorübergehende Flüchtlingsaufnahme dem Innenministerium angeboten. Dieses Angebot wurde nicht angenommen. Sie wurde im Gegenzug für das Bundesheer für die Grenzsicherung, die infolge der Sperre der Balkanroute aufgebaut wurde, reaktiviert.

## Architektur
Die Hauptfront des schlichten Hauptgebäudes zeigt sich zur Plaschenaustraße mit einem etwas zurückgestellten Mitteltrakt mit einem einfachen Eingangsportal mit dem k.k. Doppeladler und der Jahresangabe 1910. Ein Steinblock rechts vor dem Eingang nennt den Namensgeber Oberleutnant Johann Mickl als militärischen Führer von Freiwilligen im südsteirischen Abwehrkampf von 1919 bis 1920.